# 23850 Ramaswami
23850 Ramaswami là một tiểu hành tinh vành đai chính với chu kỳ quỹ đạo là 1493.9167089 ngày (4.09 năm).
Nó được phát hiện ngày 14 tháng 9 năm 1998.